# Эттингсхаузен, Константин
Константин фон Эттингсхаузен (нем. Constantin von Ettingshausen) — австрийский палеоботаник. Сын немецкого физика Андреаса Эттингсхаузена, отец австрийского физика Альберта Эттингсхаузена.
Эттингсхаузен учился медицине в университете Вены, где в 1848 году получил степень доктора. Затем участвовал в поездках по поручению Императорской геологической службы. В 1851 году появилась первая палеонтологическая работа Эттингсхаузена «Beiträge zur Flora der Vorwelt». Большинство его работ были опубликованы в изданиях Венской академии наук, членом-корреспондентом которой он был с 1853 года, и касались флоры третичного периода. В 1854 году Эттингсхаузен был назначен профессором физики, зоологии, минералогии и ботаники в военной медико-хирургической академии в Вене. В 1871 году перешёл профессором ботаники и фитопалеонтологии в Университет Граца. С 1856 года член-корреспондент Леопольдины.